# 布耶

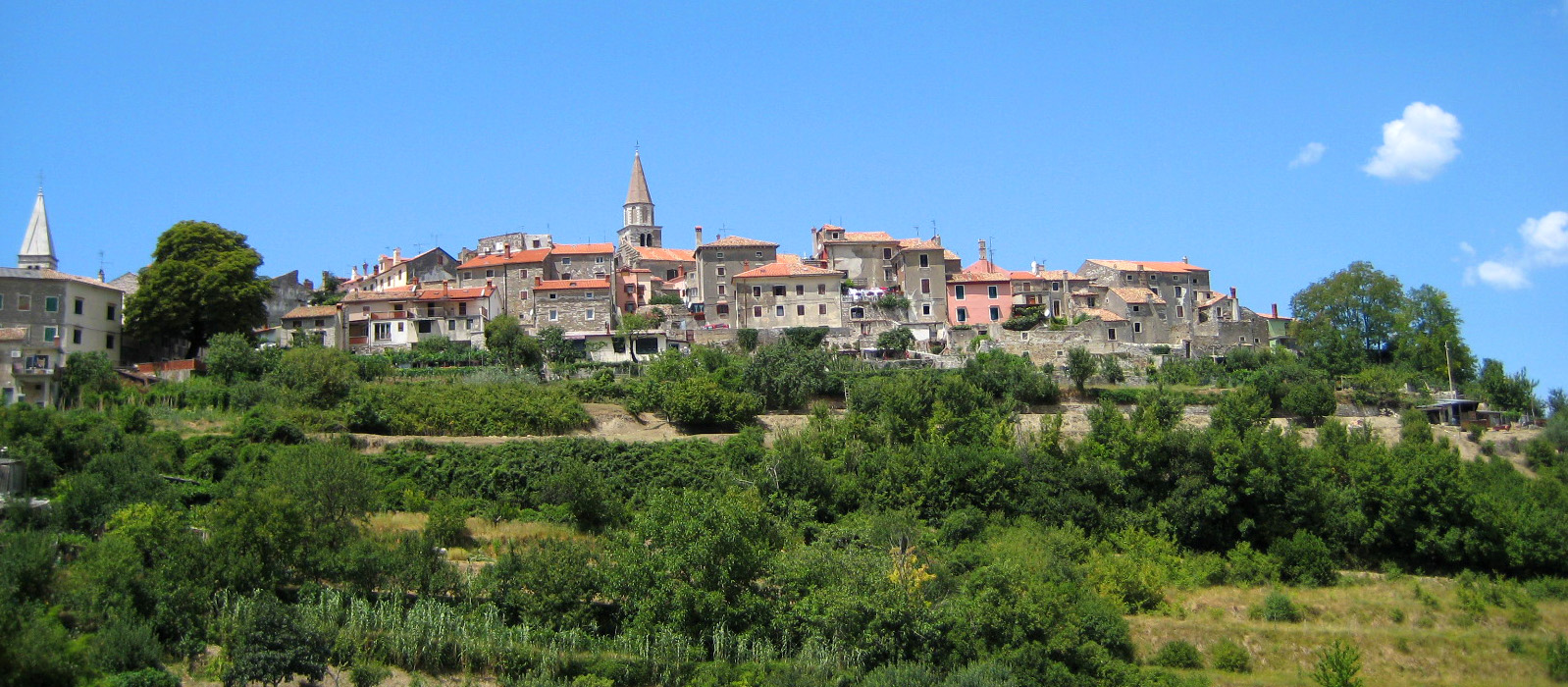

布耶（克罗地亚语：Buje；意大利语：Buie；威尼斯语：Buje）是克羅地亞的城鎮，位於該國西部伊斯特拉半島西北部，距離烏馬格13公里，由伊斯特拉縣負責管轄，海拔高度222米，2001年人口5,340。布耶因其距离亚得里亚海内陆10公里的山顶而被称为“伊斯特拉的哨兵”。

## 外部連結
- Buje official site （页面存档备份，存于）